# Distriktsrabbinat Hagenbach
Das Distriktsrabbinat Hagenbach entstand nach den Vorschriften des bayerischen Judenedikts von 1813 1825 in Hagenbach, einem Ortsteil der Gemeinde Pretzfeld im Landkreis Forchheim im nördlichen Bayern. 
Der Distriktsrabbiner wohnte im sogenannten Korbmacherhaus und hielt abwechselnd jeden Sabbat in einer der elf Synagogen seines Bezirks den Gottesdienst. Das Distriktsrabbinat Hagenbach bestand offiziell bis 1894, aber es wurde jedoch bereits seit 1866 durch den Rabbiner von Baiersdorf und seit 1889 durch den Rabbiner von Fürth vertreten. 1894 wurde das Distriktsrabbinat Hagenbach in das Distriktsrabbinat Bamberg inkorporiert.

## Aufgaben
Die Aufgaben umfassten  Beratungen über Schulangelegenheiten, die Verwaltung von Stiftungen und die Verteilung von Almosen. Zur Finanzierung der Distriktsrabbinate wurden Umlagen von den einzelnen jüdischen Gemeinden bezahlt.

## Gemeinden des Distriktsrabbinats
- Jüdische Gemeinde Aufseß
- Jüdische Gemeinde Dormitz
- Jüdische Gemeinde Egloffstein
- Jüdische Gemeinde Ermreuth
- Jüdische Gemeinde Hagenbach
- Jüdische Gemeinde Heiligenstadt
- Jüdische Gemeinde Kunreuth
- Jüdische Gemeinde Mittelehrenbach
- Jüdische Gemeinde Mittelweilersbach
- Jüdische Gemeinde Pretzfeld
- Jüdische Gemeinde Tüchersfeld
- Jüdische Gemeinde Wannbach
- Jüdische Gemeinde Wiesenthau

## Distriktsrabbiner
- um 1810 bis 1830: Benedikt Mak (gest. 1834)
- nach 1836 bis 1861: Aron Seligmann
- 1865/66:  Jonas Königshöfer